# Gracias
Gracias – miasto w zachodnim Hondurasie, u podnóża góry Celaque (2849 m n.p.m.). Stolica departamentu Lemipra. Według Spisu Powszechnego z 2013 roku liczy 12,7 tys. mieszkańców. 
W pobliżu znajduje się Park Narodowy Celaque. Miasto zostało założone w 1536 roku i jest ważnym ośrodkiem turystycznym w kraju. Do atrakcji turystycznych należą m.in. gorące źródła i wodospady.  